# مؤسسة روبيكون
مؤسسة روبيكون هي منظمة غير ربحية مكرسة للمساهمة في الديناميكية المترابطة بين البحث والاستكشاف والعلوم والتعليم.
بدأت هذه المؤسسة في عام 2002 في دورهام بولاية كارولينا الشمالية ويدعم في المقام الأول من التبرعات والمنح. وشمل التمويل مكتب البحوث البحرية من 2008م وحتى 2010م وقد قدم جيبسون، ودون وكريتشر خدمات مجانية للمساعدة في البحث عن حقوق النشر والتأليف والدعم.
تجعل مشاريع مؤسسة روبيكون من السهل على الغواصين الترفيهيين، الطيارين، والباحثين في جميع أنحاء العالم العثور على إجابات حول طب الغوص، وعلم وظائف الأعضاء، طب الفضاء، فضلاً عن بعض المعلومات التاريخية.

## التاريخ
في عام 2002 شكل الغواصون براين أرمسترونغ، وجين هوبز، وجيمس فاغنر أول مجلس لإدارة مجلس روبيكون.

## مستودع بحوث روبيكون
مستودع بحوث روبيكون هو المشروع الرئيسي في المؤسسة التي بدأت عام 2006م، ويعد مستودع بحوث روبيكون قاعدة بيانات على الإنترنت لتقارير وظائف الأعضاء البيئية، بما في ذلك طب الغازات في الضغوط المرتفعة والمنخفضة.
فضلاً عن غيرها من موضوعات علم وظائف الأعضاء البيئية.
يحتوي مستودع البحوث على ورش عمل واجتماعات سنوية من الأكاديمية الأمريكية لعلوم ما تحت الماء، وورش عمل شبكة التنبيه للغواصين وتقرير عن أمراض تخفيف الضغط، وحوادث الغوص، ومنشورات إستكشاف الغوص في المشروع من عام 1988م إلى عام 2007م.
والبعض من المركز الوطني لبيانات الحوادث تحت الماء في جامعة رود أيلاند، ومجلة مجتمع الطب الباطني لجنوب المحيط الهادئ التي تمتد من عام 1971م وحتى عام 2005م.
فضلاً عن العديد من الأطروحات عن الغوص وطب الغازات ذات الضغوط المرتفعة.
كما تحتوي المجموعة على مجلات وملخصات وورش عمل من الجمعية الطبية لعلوم ما تحت البحر والغازات ذات الضغوط العالية، مثل مجلة أبحاث الطب الحيوي تحت سطح الأرض والتي تمتد من 1974م إلى 1992م، ومجلة الطب الضخامي والتي تمتد من 1986 إلى 1992م كما بدأت مجلة الطب تحت البحر والضغط العالي في عام 1993م حتى بدأ التيار في الجمع بين محتوى المجلتين في مجلة واحدة، والاجتماع العلمي السنوي الذي بدأ منذ عام 1974م ومازال مستمراً حتى الآن.
فضلاً عن العديد من إجراء ورش العمل العلمية.
هناك أيضاً تقارير تقنية من بعض المنظمات والتي تشمل: الدفاع والتطوير في كندا، ومكتب الولايات المتحدة للبحوث البحرية، مدرسة البحرية الملكية الأسترالية لطب ما تحت الماء، الوطنية للملاحة الجوية والفضاء، معهد البحوث الطبية البحرية الأمريكية، ومختبر البحوث البحرية التابع للولايات المتحدة الأمريكية، فضلاً عن قاعدة بروكس للقوات الجوية الأمريكية ومدرسة سلاح الجو لطب الطيران.
أما المنشورات الإلكترونية الأخرى والتي لم يتم تضمينها بعد فبعضها من علوم طب ما تحت الماء والعلوم ذات الصلة ومجلة مراجعة الأوكسجين في الضغوط المرتفعة التي نشأت في الفترة بين 1980-1985م.

## مجلة روبيكون
مجلة روبيكون هي مجموعة ياهو يتم تحديث المادة المطبوعة بها بإستمرار في مجال علم وظائف الأعضاء البيئية. بدأ المشروع في عام 2007م بهدف مساعدة الباحثين على البقاء على اطلاع على أحدث المعلومات إلا أنه انتهى عام 2010م بسبب مشاكل فنية في خدمة ياهو.

## مشروع الحوض الوردي
بدأت روبيكون مشروع الحوض الوردي في عام 2010م بهدف زيادة التوعية المتاحة للناجين من سرطان الثدي عن طريق مشاركتهم في الغوص.